# 諶厚光
諶厚光，字蘊山，號葆初，贵州織金人，清朝政治人物、同進士出身。

## 生平
道光六年（1826年）丙戌科進士，三甲二名，改翰林院庶吉士，散館授檢討，官至山西大同府知府。